# Athena Farrokhzad
Athena Farrokhzad (ur. 23 sierpnia 1983 w Teheranie) – szwedzko-irańska poetka, tłumaczka, dramatopisarka i krytyczka literatury.

## Życiorys
Farrokhzad urodziła się w Teheranie, ale dorastała w Hammarkullen i Askim w Göteborgu. Prowadzi kursy kreatywnego pisania w Författarskolan działającej przy Nordens Folkhögskola Biskops-Arnö. Pisze również recenzje literatury dla dziennika Aftonbladet i jest członkinią komitetu redakcyjnego czasopisma Ord & Bild.

## Twórczość
Farrokhzad w 2013 roku wydała tomik poezji Vitsvit w wydawnictwie Albert Bonniers Förlag. Zebrał on pochlebne recenzje w Danii i został przetłumaczony na angielski, duński, norweski, rumuński, węgierki, białoruski i chorwacki. Był on również adaptowany na potrzeby teatru szwedzkiego radia w 2015 roku. W 2018 roku tomik ukazał się po polsku w tłumaczeniu Justyny Czechowskiej.
Farrokhzad tłumaczyła na szwedzki rumuńską poetkę Svetlanę Cârstean (z francuskiego wydania). W 2016 roku wydały razem zbiór poezji Trado.
W 2013 roku zadebiutowała jako dramatopisarka sztuką Päron, wystawioną potem w reżyserii Kajsy Isakson na scenie teatru dziecięcego Östgötateatern w Norrköping.

## Tomiki poezji
- Vitsvit, Albert Bonniers förlag 2013
- Trado, Albert Bonniers förlag 2016
- Brev till Europa, Anti 2018
- I rörelse, Albert Bonniers förlag 2019

## Nagrody
- Nominacja do Nagrody Augusta 2013 za tomik Vitsvit
- Nagroda literacka Karin Boye – 2013